# Universitat Normal Nacional de Taiwan
Universitat Normal Nacional de Taiwan (National Taiwan Normal University, NTNU; xinès: 國立臺灣師範大學), o Shīdà師大 és una institució d'educació superior i escola normal que funciona en tres campus a Taipei, Taiwan. NTNU és l'institut de recerca líder en disciplines com l'educació i la lingüística a Taiwan. NTNU es va classificar internacionalment en el 331è rànquing mundial d'universitats QS de 2021, 601-800è en el rànquing universitari mundial de Times Higher Education 2021 i 900-1000 en el rànquing acadèmic de les universitats mundials de 2020. NTNU és àmpliament reconeguda com una de les institucions d'educació superior integral i d'elit de Taiwan amb més exposició internacional. NTNU està afiliada a la Universitat Nacional de Taiwan i a la Universitat Nacional de Ciència i Tecnologia de Taiwan com a part del Sistema Universitari Nacional de Taiwan. NTNU és membre oficial de l'AAPBS. Alguns dels principals artistes, autors, educadors, musicòlegs, lingüistes, pintors, filòlegs, poetes, sinòlegs i molts investigadors de Taiwan han passat per la universitat com a estudiants i professors.
La universitat matricula aproximadament 17.000 estudiants cada any. Aproximadament 1.500 estudiants són internacionals.
Des del 2015, NTNU ha estat classificada entre 350 en el QS World University Rankings (núm. 331 al món el 2020 i núm. 61 a Àsia). NTNU ha estat classificat entre els 50 millors del món en les tres disciplines d'educació, lingüística i sistemes de gestió de biblioteques i informació.
L'escola secundària afiliada de la Universitat Normal Nacional de Taiwan també és una de les millors escoles secundàries de Taiwan.

## Història

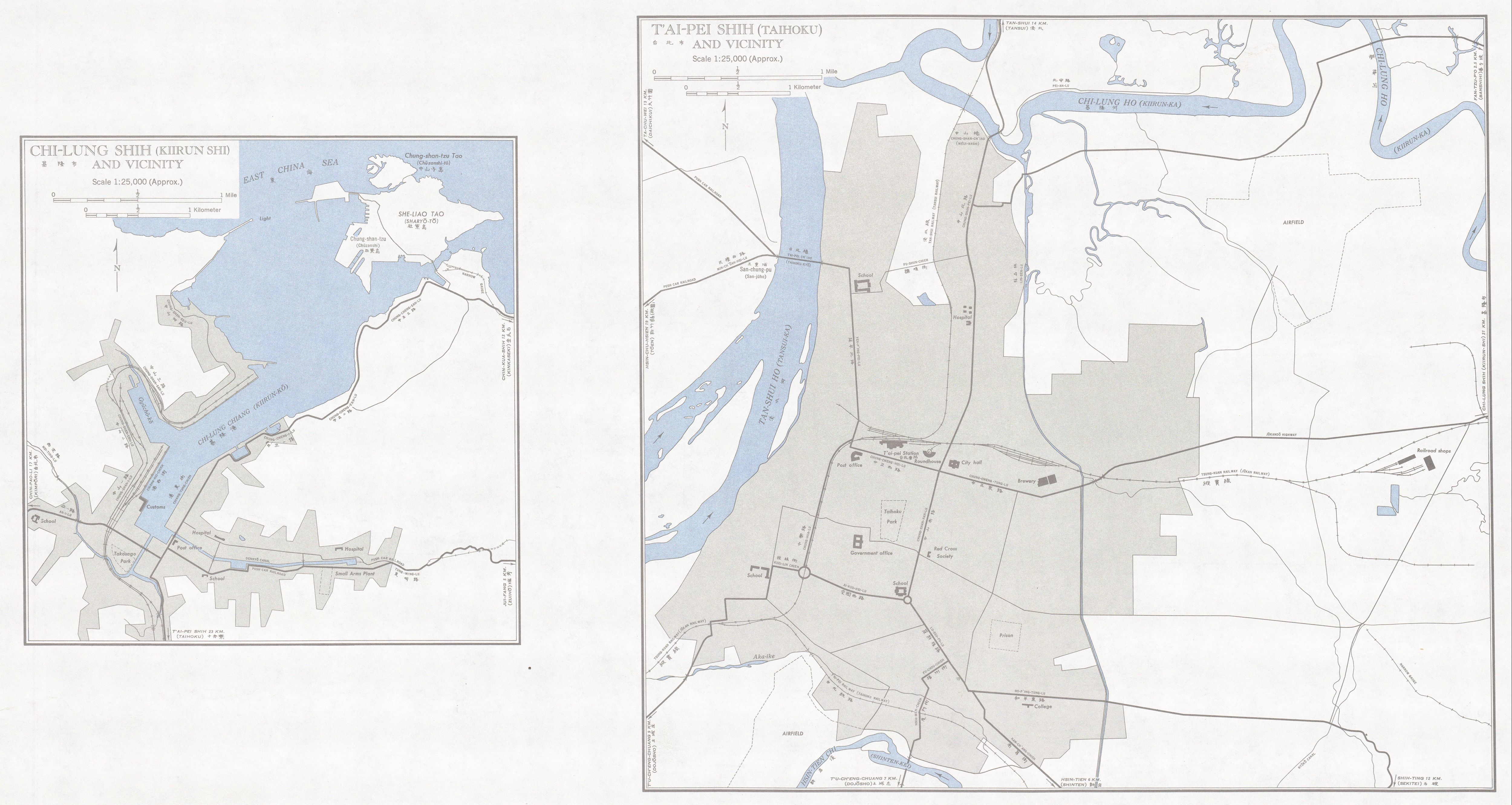
Mapa que inclou la Universitat Normal Nacional de Taiwan (etiquetada com a "College" a HO-P'ING-TUNG-LU和平東路) (Dècada de 1950)

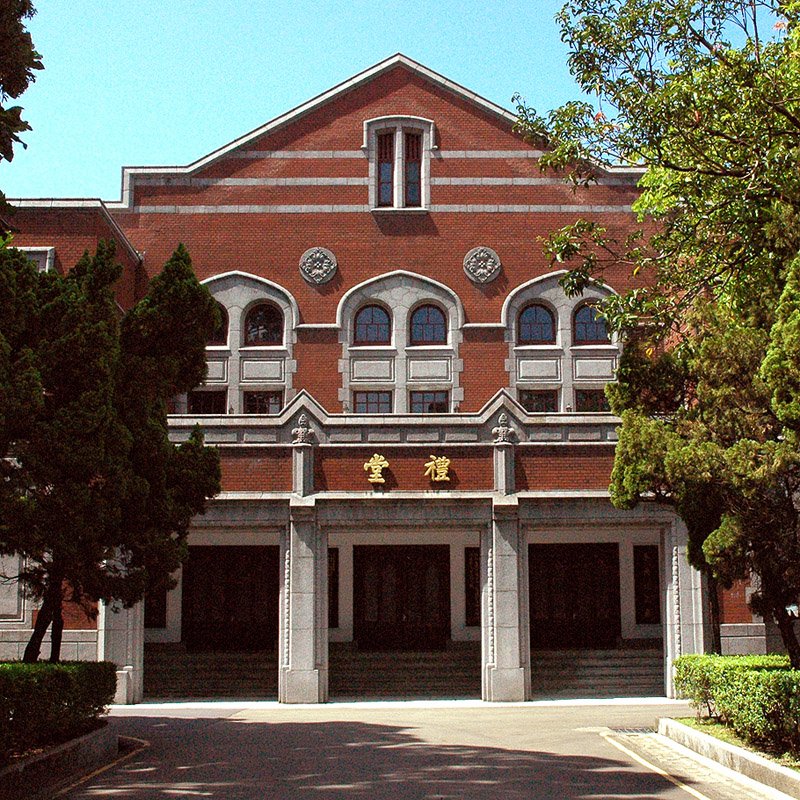
Sala d'actes NTNU

La Universitat Normal Nacional de Taiwan va obrir les portes a principis del segle XX durant el domini japonès a Taiwan. Els governadors japonesos de Taiwan van establir l'escola com a Taiwan Provincial College. Poc després li van donar el nom de Taihoku College (Taihoku és "Taipei" en japonès). El propòsit de l'escola era nodrir una classe educada nativa qualificada per ajudar el govern en qüestions d'administració. Molts edificis del campus principal de la universitat daten del període colonial japonès, com ara l'edifici d'administració, la sala de conferències, la sala Wenhui i la sala Puzi. Els arquitectes japonesos van incorporar característiques dels estils neoclàssic, gòtic i neogòtic que sovint es troben als campus universitaris europeus. Una sala de la Sala de Conferències albergava el document tradicional japonès que autoritza i formalitza la construcció del campus.
Algunes publicacions escolars encara mostren l'any 1946 com a data de fundació de la institució en referència a aquest canvi de règim. Alguns dels principals autors, poetes, artistes, educadors, pintors, músics, lingüistes, sinòlegs, filòlegs, filòsofs i investigadors de Taiwan han passat per les portes de la universitat com a estudiants i professors. L'any 1956 el Centre de Formació de Mandarin va obrir les portes com a extensió del col·legi. L'escola va adquirir el seu nom actual, National Taiwan Normal University, el 1967. En aquell moment l'escola s'havia consolidat com un centre reconegut d'aprenentatge en arts, literatura i humanitats; la seva missió fonamental, però, continuava sent la preparació del professorat.
Quan la societat taiwanesa va passar d'un govern autoritari a la democràcia als anys noranta, la universitat va veure transformat el seu paper amb l'aprovació de la Llei de Preparació del Professorat de 1994. La llei va donar a més escoles la responsabilitat de la formació del professorat i va establir NTNU en el seu curs actual com una universitat veritablement integral. Es van crear nous departaments, es van ampliar l'oferta de cursos i especialitats i es van contractar nous professors. La universitat es va convertir en un centre d'activitat internacional, permetent als estudiants taiwanesos viatjar a l'estranger, atreure estudiants internacionals a Taipei i crear programes d'intercanvi amb desenes d'institucions germanes d'arreu del món.

## Estructura universitària

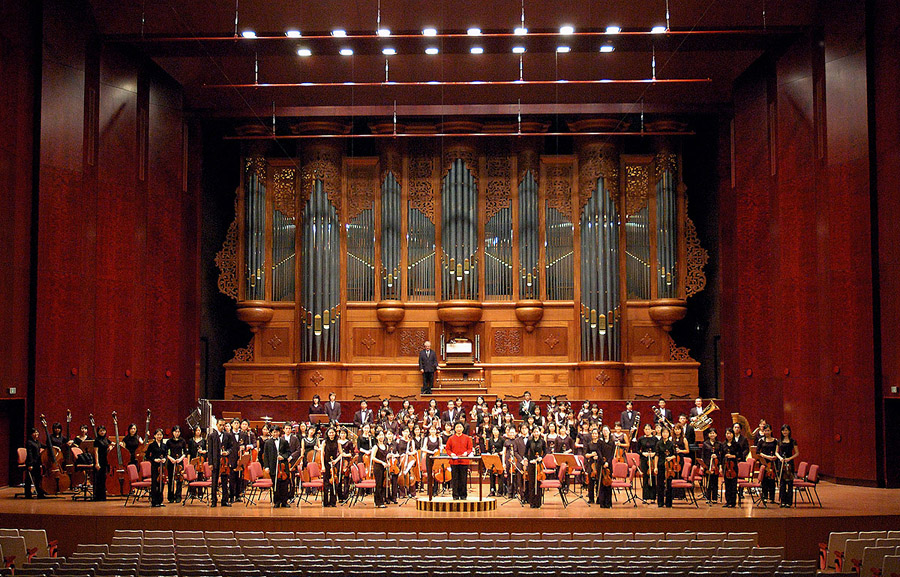
Apo Hsu i l'Orquestra Simfònica NTNU toquen la Simfònica d'Orgue de Saint-Saens al National Concert Hall de Taiwan.

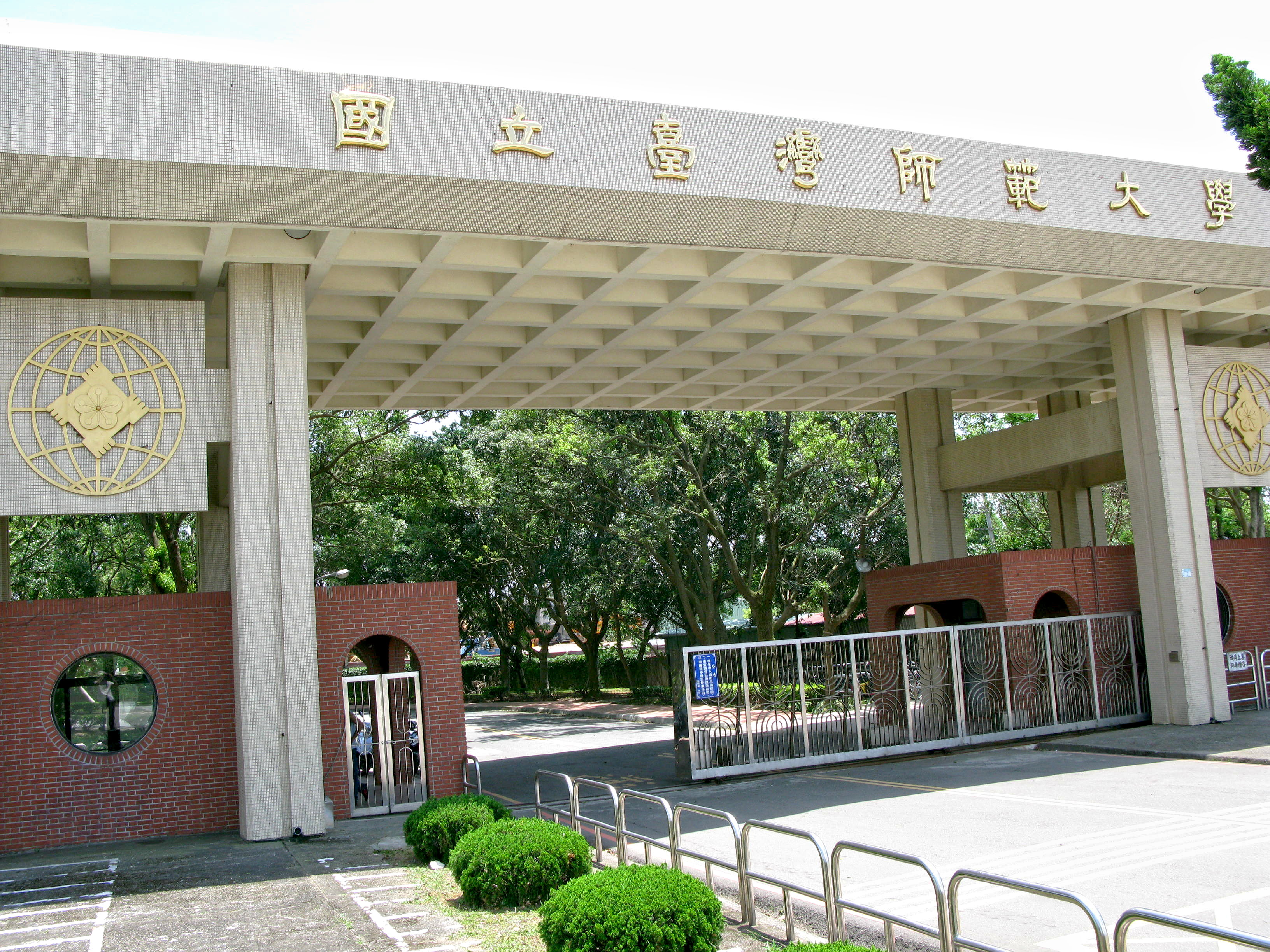
Campus NTNU Linkou

NTNU ocupa tres campus al centre de Taipei: el campus històric de Daan /campus principal (seu de l'edifici d'administració, biblioteca principal, sala de conferències i música, edifici d'idiomes, centre atlètic); el campus de Gongguan (seu de la Facultat de Ciències); el campus de Linkou i el campus de la biblioteca universitària que acull l'escola de formació contínua. Els programes acadèmics de NTNU són administrats per 10 universitats: arts, educació, estudis internacionals i ciències socials, arts liberals, gestió, musicologia, ciència, esports i recreació, i tecnologia i enginyeria.
L'any 2006 l'escola va publicar les següents xifres per als estudiants matriculats i els empleats retinguts.
- Estudiants matriculats: 11.055
- Estudiants de grau: 6.942
- Estudiants de grau: 4.113
- Estudiants internacionals (inclòs Centre de Cultura): 1.499
- Professorat a temps complet: 693
- Professorat a temps parcial: 470
- Personal: 492

La universitat també gestiona l’escola secundària afiliada de la Universitat Normal Nacional de Taiwan, una institució filla per a estudiants de secundària a Taiwan.

## Programes internacionals

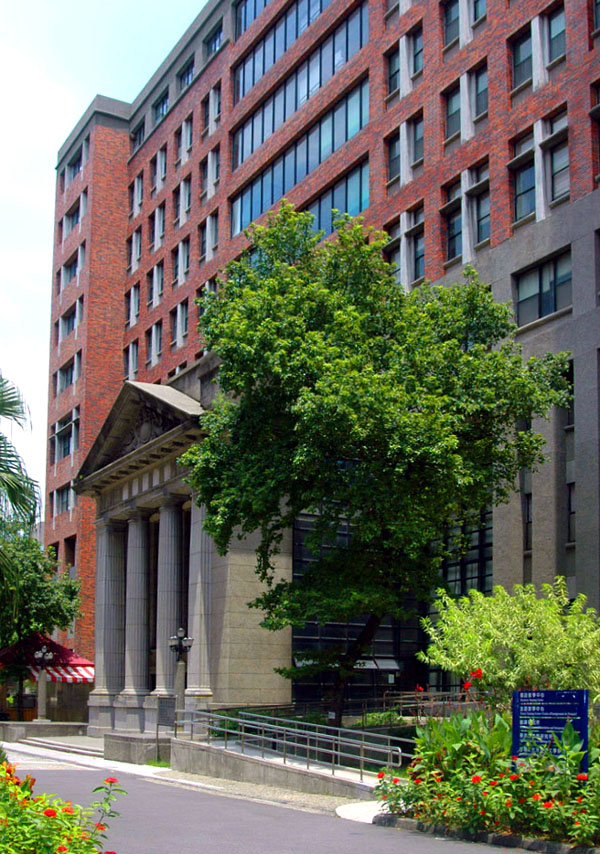
L'edifici d'Estudis Lingüístics de la NTNU acull el Centre de Formació de Mandarí

Internacionalment, NTNU és més conegut pel seu Centre de Formació en Mandarí (abans conegut com el Centre d'Estudis Culturals i de la Llengua Xinesa), un programa fundat el 1956 per a l'estudi del xinès mandarí a estudiants estrangers. El Mandarin Training Center representa un dels programes d'estudi d'idiomes més antics i distingits del món, que atrau cada any més de mil estudiants de més de seixanta països a Taiwan i converteix la zona de Shida de Taipei en una de les més cosmopolites de la ciutat. Els cursos de llengua, literatura, cal·ligrafia, arts i arts marcials s'ofereixen en una sèrie de trimestres de tres mesos al llarg de l'any, la qual cosa permet als estudiants internacionals cursar estudis d'idiomes durant les vacances d'estiu i durant un sol semestre. El centre també patrocina viatges, organitza concursos de discursos i organitza tallers i actuacions per a una varietat d'arts d'Àsia oriental. Una Associació d'Antics Alumnes del Centre de Formació Mandarí (MTCAA) funciona des de 1998.
Altres fets internacionals destacats recentment a NTNU inclouen l’Olimpíada Internacional de Química organitzada per la universitat el 2005 i la fusió de NTNU amb l'Escola Preparatòria Universitària per a estudiants xinesos a l'estranger el 2006. NTNU també participa en el Programa de Biodiversitat del Programa Internacional de Postgrau de Taiwan de l'Acadèmia Sinica. Un nou dormitori per a estudiants internacionals de NTNU està previst que s'obri el 2024.
NTNU alimenta un sistema robust d'associacions per permetre aquest nivell d'estudi internacional. Entre les institucions que gaudeixen de relacions germanes amb NTNU es troben la Universidade de Sao Paulo al Brasil, La Universidad Nacional de Asuncion al Paraguai, Georgetown University, Johns Hopkins University, Ohio State University, Pennsylvania State University, Radford University, Rutgers University, San Diego State. Universitat, Universitat Estatal de San Francisco, Universitat de Califòrnia a Los Angeles, Universitat d'Illinois a Urbana–Champaign, Universitat d'Iowa i Universitat de Pittsburgh als EUA, Universitat d'Alberta, Universitat de Colúmbia Britànica i Universitat Simon Fraser al Canadà, Universitat de Glasgow i la Universitat de Londres al Regne Unit, la Universitat Denis Diderot i la Universitat de Poitiers a França, la Universitat de Bonn i la Universitat de Heidelberg a Alemanya, la Universitat de Música i Arts Escèniques de Viena a Àustria, la Universitat RSM Erasmus als Països Baixos, la Universitat Nicolaus Copèrnic a Polònia i la Universitat Babes-Bolyai a Romania, per anomenar-ne uns quants. Les connexions de NTNU a la regió d'Àsia-Pacífic són particularment àmplies, incloent desenes d'institucions acadèmiques que representen Corea del Sud, Japó, Singapur, Tailàndia, Vietnam, Austràlia i Nova Zelanda.

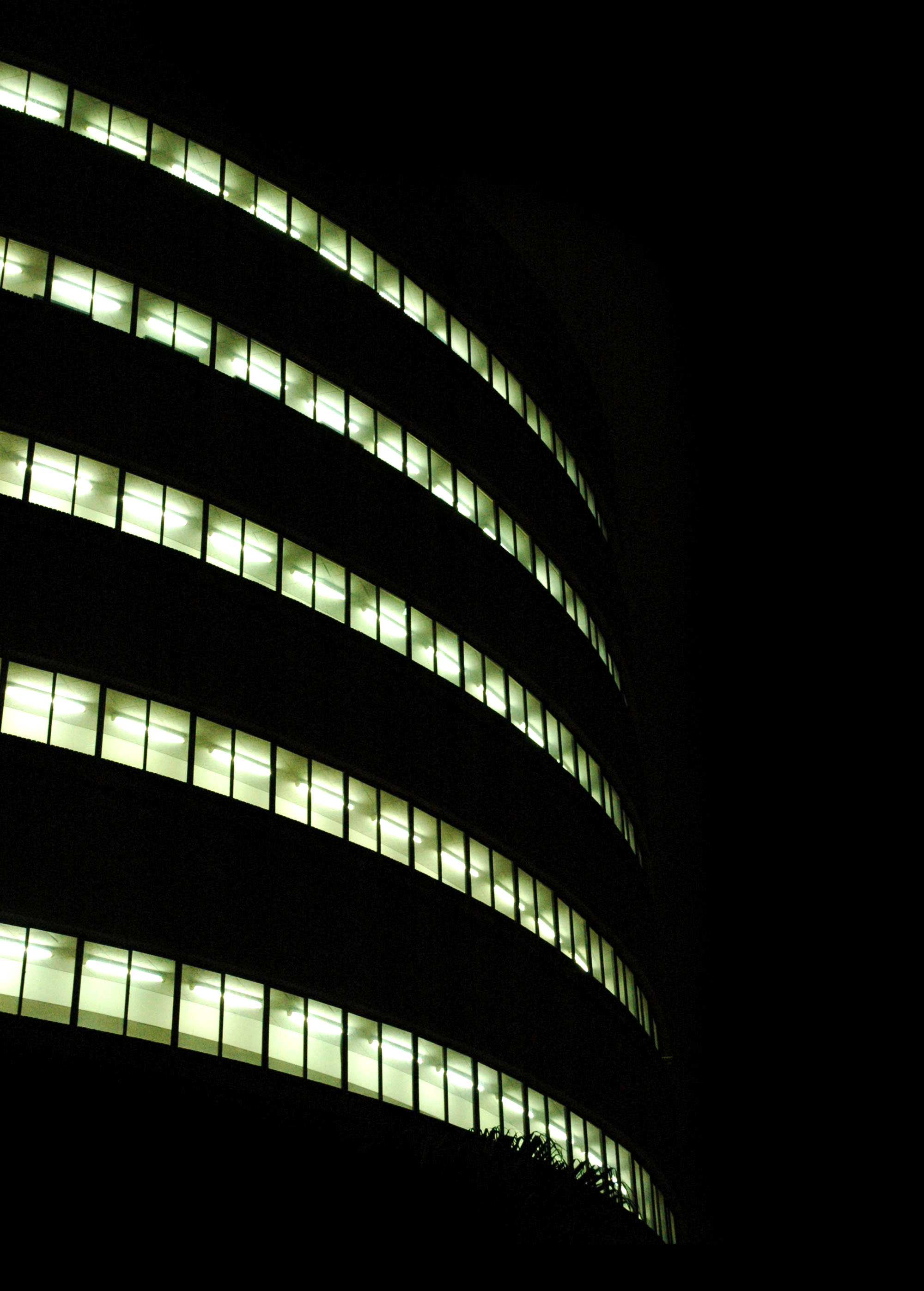
Biblioteca principal NTNU (a l'exterior a la nit)

## Llista de persones NTNU

### Professorat notable[14]
- Apo Hsu (Hsu Ching-Hsin 許瀞心) – director d'orquestra
- Chen Daqi - un polímata, polític i pioner de la psicologia moderna a la Xina
- Chen Houei-kuen – pintor
- Cornelius C. (Neil) Kubler – professor nord-americà i estudiós del mandarí, taiwanès i altres dialectes del xinès; antic diplomàtic nord-americà
- Kuo-En Chang - un estudiós en educació informàtica, actualment el president de la Universitat Normal Nacional de Taiwan
- Howard SH Shyr - un estudiós de dret i polític
- Hu Qiuyuan: autor, educador i polític.
- Lee Shih-chiao - pintor
- Lee Tze-Fan - pintor
- Liang Shih-chiu - el primer erudit xinès que va traduir per si sol les obres completes de Shakespeare al xinès
- Li Meishu: dissenyador del temple Zushi
- Lin Yu-shan - pintor
- Lo, Kii-Ming - musicòleg
- Mou Zongsan - filòsof xinès nou confucià
- Puru - artista, cal·lígraf i membre de la família Aisin Gioro governant de la dinastia Qing i net de l'emperador Daoguang
- Shan-Hua Chien - musicòleg
- Su Xuelin - autor i escriptor xinès
- Tyzen Hsiao - compositor de l'escola neoromàntica
- Wen-Pin Hope Lee, compositor taiwanès guanyador del premi Golden Melody
- Xie Bingying: una soldada i escriptora nascuda a Loudi, Hunan
- Yeh Shin-cheng - un estudiós del medi ambient i polític
- Yu Guangzhong - escriptor, poeta, educador i crític

- Ang Ui-jin - lingüista taiwanès. Va ser l'arquitecte principal de l’alfabet fonètic de la llengua taiwanesa
- Chang Chun-Yen - estudiós de l'educació científica taiwanesa
- Chen Hung-ling - jugador de bàdminton taiwanès
- Chen Kuei-miao - polític taiwanès
- Cheng Shao-chieh - jugador de bàdminton taiwanès
- Chi Shu-ju: practicant de Taekwondo i medallista olímpic
- Chien Yu-chin - jugador de bàdminton del Taipei Xinès
- Chih-Ta Chia - estudiós de ciències taiwaneses
- Chong Yee-Voon - escriptor de Malàisia
- Chuang Chi-fa - historiador taiwanès
- C.-T. James Huang - (PhD 1982) lingüista generatiu, professor i director d'estudis de postgrau a Harvard, membre de la Linguistic Society of America (2015), guanyador del premi Lifetime Achievement de la Linguistic Society of Taiwan (2014)
- Den-Wu Chen: historiador taiwanès, antic president del Departament d'Història de la Universitat Normal Nacional de Taiwan
- Evan Yo - cantant taiwanès de mandopop
- Fan-Long Ko – compositor taiwanès
- Gong Hwang-cherng - lingüista taiwanès
- Han Hsiang-ning - artista xineso-americà
- Hsieh Chang-heng - Jugador de beisbol a la CPBL
- Hsu Shui-teh - polític taiwanès
- Huang Kun-huei - President de la Unió Solidària de Taiwan
- Huang Min-hui – Vicepresident del Kuomintang, antic alcalde de la ciutat de Chiayi
- Jackson T.-S. Sun – lingüista taiwanès
- Ku Chin-shui - atleta aborigen taiwanès
- Le Chien-Ying - arquer taiwanès
- Lee Chu-feng, polític de Kinmen
- Li Hsing - director de cinema taiwanès
- Lin Jeng-yi – Director del Museu Nacional del Palau
- Lin Mun-lee - estudiós d'art taiwanès
- Shara Lin - actriu taiwanesa
- Tung-Tai Lin - professor de l'Institut de Postgrau de Comunicació de masses de la Universitat Normal Nacional de Taiwan.
- Man-houng Lin: historiadora taiwanesa, la primera dona presidenta de l'Academia Historica
- Liu Yong - pintor i assagista taiwanès
- Lorene Ren - actriu taiwanesa
- Lu Yen-hsun - tennista professional taiwanesa
- Ma Sen - escriptor taiwanès
- Paul Jen-kuei Li - lingüista taiwanès
- Peng Wan-ru - feminista taiwanesa
- Selina Jen - membre del grup de noies taiwaneses SHE
- Su I-Chieh - jugador de bàsquet professional taiwanès
- Tien Lei - Jugador de bàsquet
- Tseng Shu-o - Futbolista professional a Austràlia
- Uğur Rıfat Karlova - humorista turc
- Wai-lim Yip - Hong Kong i poeta taiwanès
- Wang Tuoh - Exsecretari general del Partit Progressista Democràtic
- Wang Jin-pyng - President del Yuan Legislatiu
- Wong Chin-chu - Antic magistrat del comtat de Changhua, exministre del Consell d'Afers Culturals
- Wu Ching-ji – educador taiwanès
- Cheng-Chih Wu: estudiós taiwanès en educació informàtica, actualment vicepresident de la Universitat Normal Nacional de Taiwan
- Xi Murong – poeta i pintor taiwanès
- Yang Chih-liang - polític taiwanès
- Yuan Shu-chi - arquer taiwanès

### Antics alumnes del Centre de Formació Mandarí
- Richard Bernstein - periodista nord-americà
- març Fong Eu - polític nord-americà
- Andrew Fastow - antic director financer d'Enron
- Howard Goldblatt - traductor literari nord-americà
- Imre Hamar - estudiós hongarès dels estudis xinesos
- Ryutaro Hashimoto - ex primer ministre del Japó
- Jon Huntsman, Jr. - antic ambaixador dels Estats Units a Singapur de 1992 a 1993 i Xina de 2009 a 2011; actual ambaixador dels EUA a Rússia
- Koichi Kato - exministre del govern del Japó
- Pierre Ryckmans - escriptor, assagista i sinòleg belga-australià
- Kevin Rudd - antic primer ministre d'Austràlia
- Chie Tanaka - model i actriu japonesa
- Richard Vuylsteke - President de la Cambra de Comerç dels Estats Units a Hong Kong
- Stephen H. West – sinòleg nord-americà

## Nomenclatura
La referència abreujada estàndard a la National Taiwan Normal University en anglès és l'acrònim NTNU. La forma abreujada estàndard en xinès mandarí és el portmanteau Shi1da4. Romanitzada com a "Shida", aquesta forma apareix transliterada en els topònims associats al campus: Shida Road, Shida Night Market, Shida Bookstore i similars.
La paraula normal en el nom de l'escola perpetua un ús anglès del terme que, si és arcaic en alguns països, segueix sent comú a Àsia. Una " escola normal " forma els futurs mestres en normes educatives.
MTC és l'acrònim estàndard del Mandarin Training Center.